# Heike W. Reichenwallner
Heike Reichenwallner (* 1957 in Berlin) ist eine deutsche Theater- und Filmschauspielerin. 

## Leben
Sie wuchs in Berlin auf und besuchte dort das Französische Gymnasium. 
Erste Erfahrungen auf der Bühne machte sie dort in französischer Sprache. Ihre Ausbildung absolvierte sie bei Valentin Plătăreanu. Seither arbeitet sie hauptsächlich auf Berliner Bühnen und für Film-/Fernseh- und Werbeproduktionen.
Der Initial W. bezieht sich auf den Künstlernamen Wally, unter dem Heike Reichenwallner lange Zeit in der Berliner Theaterszene aufgetreten ist.
Heike Reichenwallner hat vier erwachsene Kinder und lebt in Berlin.

## Produktionen (Auswahl)

### Kinofilme
- 2000: Der Kuss (Kurzfilm, prämiert), Regie: Petra Volpe
- 2000: Glückliches Ende (Kurzfilm, prämiert), Regie: Jochen Alexander Freydank
- 2002: Dienst (Kurzfilm, prämiert), Regie: Jochen Alexander Freydank
- 2006: Maria am Wasser, Regie: Thomas Wendrich
- 2007: Spielzeugland (Kurzfilm, Oscar 2009 Kategorie Bester Kurzfilm), Regie: Jochen Alexander Freydank
- 2007: Meine schöne Nachbarin, Regie: Peter Kahane

### Fernsehrollen
- 1997: Todesspiel, Regie: Heinrich Breloer
- 1999: Praxis Bülowbogen, Regie: Wolfgang Nüchtern
- 2005: SOKO Wismar, Regie: Nils Willbrandt
- 2005: Der letzte Zeuge, Regie: Bernhard Stephan
- 2005: Hinter Gittern, Regie: Jurij Neumann
- 2006: 5 Sterne, Regie: Ulrike Hamacher
- 2008: Klinik am Alex, Regie: Conny Dohrn
- 2019: Angela Merkel und die Flüchtlinge (ZDF-Dokudrama, als Angela Merkel)[1]
- 2021: Die Sterntaler des Glücks (Herzkino, ZDF), Regie: Miriam Dehne
- 2024: Alles gelogen (Fernsehfilm, ZDF), Regie: Erik Haffner

### Theater
- Im Dickicht der Städte (Brecht), Regie: Jörg Lehmann
- Titus Andronicus (Shakespeare), Regie: Bert Bredemeyer
- Die Heirat (Gogol), Regie: Valentin Platareanu
- Endspiel (Beckett), Regie: Roland Brus
- Die Präsidentinnen (Schwab), Regie: Antje Schnellert
- Nichts Schöneres (Bukowski), Regie: Antje Schnellert
- Die Nibelungen (Hebbel), Regie: Andreas Bornemann
- Horatier2 (Heiner Müller), Regie: Peter Atanassow